# 支座行動
支座行動，又譯作“支座”护航战（英语：Operation Pedestal，1942年8月3日-15日）是第二次世界大战期间英国组织的一次大规模物资运输行动，由狂怒行动 、风箱行动（Operation bellows）及优势行动三个主要行动组成（排列不分时间先后）。其目的是不惜一切代价将补给运输给驻扎在马耳他岛、已然弹尽粮绝的英国驻军，以保持盟军对于马耳他——这个与北非战场的天然补给枢纽的控制。

## 背景
1814年，《巴黎条约》签署之后，马耳他正式成为大英帝国的直辖殖民地。由于马耳他岛是英国在地中海唯一的一块殖民地，所以英国将其用作英国皇家海军地中海海军基地，并在马耳他岛部署了大量舰船及驻军，以保障地中海航道的安全。在希腊独立战争和第一次世界大战期间，马耳他更是扮演着英国的战略后方和海军补给基地。由于战时大量伤员被转移到马耳他救治，因此马耳他还获得了“地中海护士”的美名 。
第二次世界大战爆发后，因为马耳他岛的英军基地严重威胁到了轴心国地中海航道的安全，所以马耳他岛立即遭到德意海军的联合封锁以及大规模的空袭，岛上物资严重匮乏的同时英军基地也面临瘫痪的风险。 尽管英军此前组织了鱼叉行动（从直布罗陀为起始点突破封锁线）与活力行动（以亚历山大为起点从外部连通直布罗陀）试图运送物资，但由于意大利海军的日夜巡逻以及潜艇的围攻，这两次行动均以失败告终。 当时大部分英国的军官及军事评论家军认为，若8月份岛上的守军再收不到物资和补给的话，他们就会集体投降。于是，英国政府和北非指挥部决定，在8月初再进行一次运输行动。

## 经过

### 准备
1942年8月3日，英国北非方面军指挥部开始策划这次至关重要的行动。经过几日的商讨，指挥部决定将护航舰队命名为F舰队（Force F）；另一支从英国本土出发，同样经过直布罗陀并最终与他们会合的舰队则命名为P舰队（Force P）。结果在P舰队前往会合时，一部分舰船脱离了出来留在直布罗陀进行补给和维修，包括百眼巨人号航空母舰。于是，这支“慢人一步”的部队获得了新的番号——M舰队（Force M）。随后他们在经过复杂的调度及轮换补给后，除了先前的油轮及货船之外，几乎所有的战舰都完成过至少一次的靠岸，这意味着他们都是以最佳状态面对接下来的行动。

### 狂怒行动

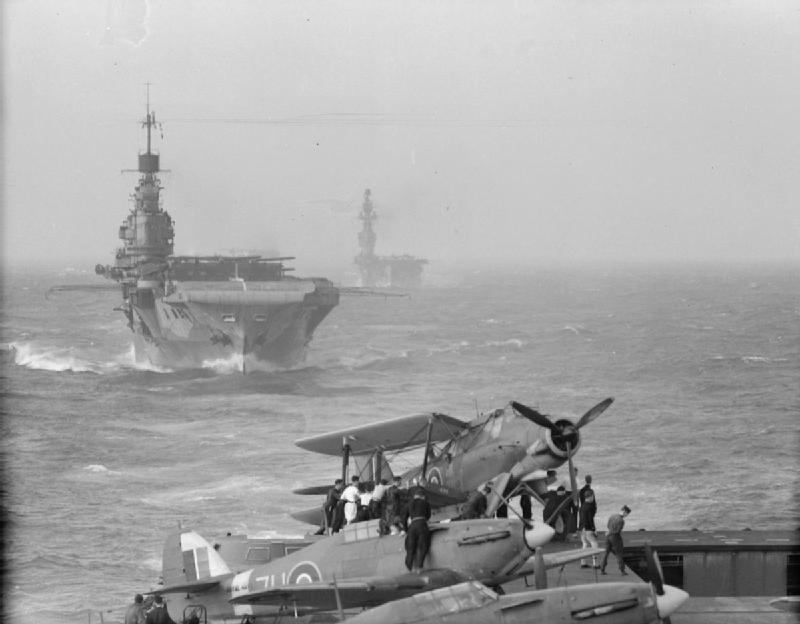
从胜利号航母的飞行甲板上看到一架青花鱼式（Fairey Albacore）轰炸机从不屈号航母上起飞。

1942年8月6日至9日，由纳尔逊号、罗德尼号、胜利号、阿古斯号和天狼星号驱逐舰组成的一支小型舰队集结在亚速尔群岛和直布罗陀地区附近，与一队商船进行防空、紧急转向、变换航行队列以及使用信号旗和短程无线电报进行通信等一系列演习。要知道，在重要行动前使用无线电报进行演习会大大增加计划泄露的风险，但舰船指挥员执意这么做，就是为了保证这支舰队的护航效率达到最高，事实上，他们的确做到了。根据坎宁安在行动完成后的说法，这支护航队在维持机动性方面做到了“堪比大型舰队”的效率。
8月8日下午，这支护航队再次进行了抵御空袭的演习，他们需要利用雷达报告敌方战斗机的位置以及指挥和组织有效的反击，例如使用舰载高射炮组进行拦截等等。

### 风箱行动
1942年8月9日，一艘名为“俄亥俄”（SS Ohio）的油轮及其他随行货船满载着燃油和弹药穿过英国控制的直布罗陀海峡，前往马耳他岛。英军为这支船队提供了两艘战列舰、三艘航空母舰、七艘巡洋舰、三十二艘驱逐舰和七艘潜艇作为保护，这是二战地中海战场乃至世界迄今为止规模最大的一支护航部队。

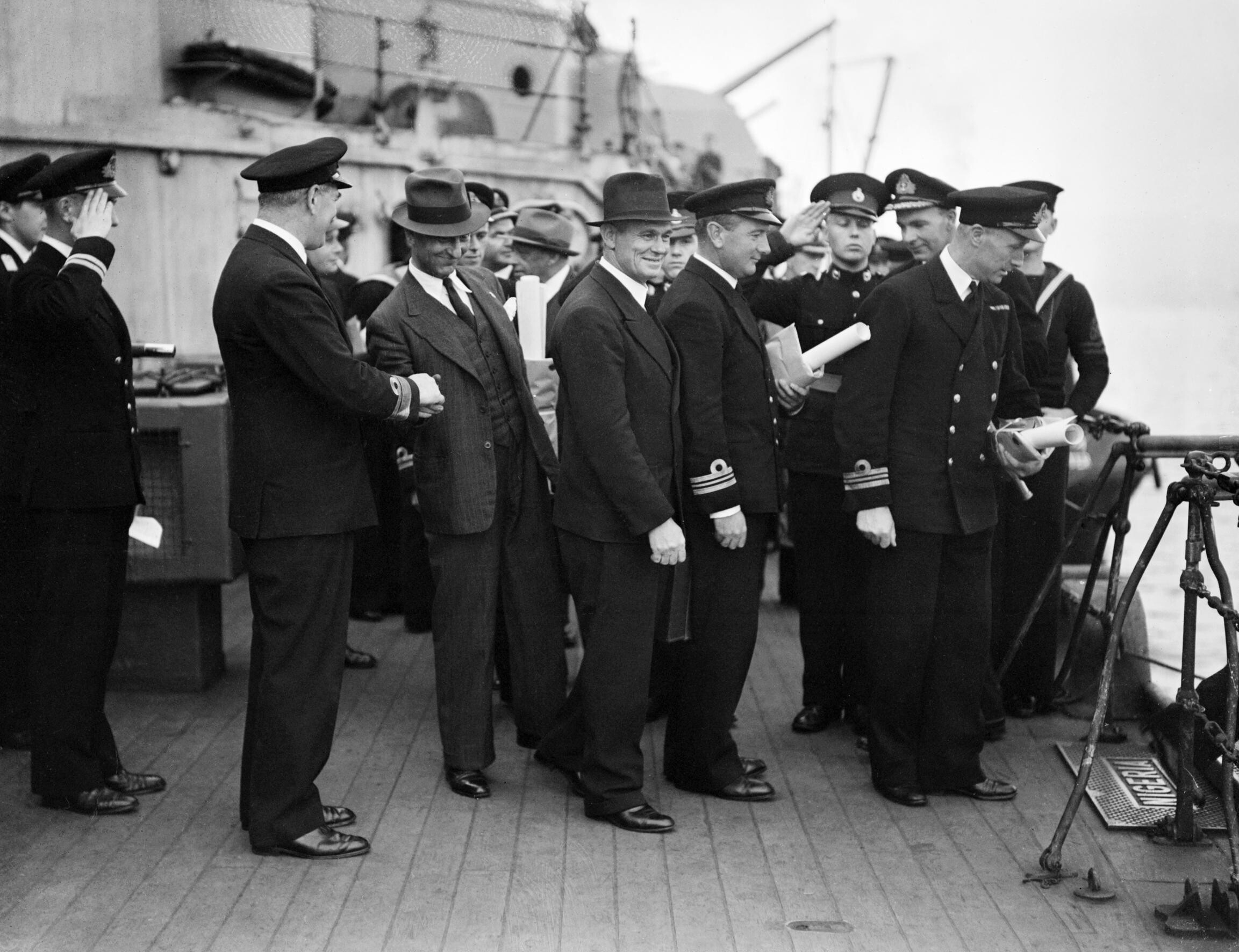
指挥护航舰队的英国海军少将哈罗德·伯勒（CB）与俄亥俄号油轮船长达德利·梅森上尉握手

1942年8月10日，先前从英国本土出发的数艘航空母舰以及战舰尽数完成集结，护卫运输燃料的俄亥俄号油轮以及将航母上搭载的最新的超级马林喷火式单引擎战斗机护送至马耳他岛，以便接下来快速取得地中海乃至北非的制空权。英国海军部要求在两天之内，这只舰队所载有的全部38架喷火战斗机需要一架不少的抵达马耳他。8月10下午，一架名为“暴怒”的喷火战斗机进行了试飞，结果由于飞行甲板倾斜导致整架飞机险些坠毁。这次试飞失败让英国的工程师意识到这批战斗机需要加装恒速螺旋桨来稳定战斗机的飞行方式，他们对所有舰载战斗机进行了改装，终于在两天后完成了全部38架战斗机的起飞，顺利完成了吼叫行动。

### 优势行动
8月10日晚上八点左右，驱逐舰巴兹沃斯号和无敌号以及商船特洛伊罗斯号和奥拉里号奉命组成一支规模极小的船队从马耳他岛出发，试图借助夜晚光线不足特点，通过伪装成意大利船只来突破意大利海军组成的巡逻网，开辟亚历山大港到马耳他岛的一条安全的通道。值得注意的是，这两支商船（特洛伊罗斯号和奥拉里号）正是先前失败的鱼叉行动中幸存下来的惟二的商船。他们凭借先前的经验顺利突破了意军主要的封锁线。但是第二天他们刚刚抵达卡本半岛时，正在例行日间巡逻的意大利驱逐舰马洛塞洛号就发现了这支船队。在短暂交火后，这艘意大利驱逐舰神奇的停止了进攻，甚至没有驶近确认。战后据这艘驱逐舰的舰长回忆，当时船上的雷达显示这是维希法国的舰船，于是他们早早就停止了阻拦。 最终他们成功抵达了安全的直布罗陀，优势行动顺利完成。

## 轴心国的反制
1942年8月11日，意大利空军部命令驻扎在克里特岛的航空第10军约20架Ju88轰炸机前往西西里岛，准备配合海军拦截吼叫行动中试图将燃油送上马耳他岛的俄亥俄号油轮。另外的8架Ju88在当天刚刚完成爱琴海地区的护航任务，结束后接到命令马不停蹄地赶到西西里岛。墨索里尼希望希特勒也能动用一些德国战斗机或轰炸机来协助意大利空军作战，但希特勒在凯塞林的建议下拒绝了这次合作，因为此时德国的空军数量捉襟见肘，已经无力顾及地中海战场，更别说封锁英军的补给舰船了。
此次轴心国的战术与6月份应对鱼叉行动的战术十分相似。8月11日至12日，意大利的战机对地中海西部进行了大规模空中侦察，同时驻扎在西西里岛和撒丁岛的意大利轰炸机、意大利海军潜艇和德国支援的U型潜艇以及鱼雷艇配合水雷则是形成了数道坚固的封锁线。这些加强后的封锁线将让英国的护航舰队分散，这样轴心国的巡洋舰和驱逐舰就可以轻易的包围歼灭所有护航舰船以及商船。
可是由于意大利空军指挥部明确要求独立指挥意大利部队，导致德国的潜艇和鱼雷艇调度迟缓，再加上意大利空军和海军严重的缺乏燃油，士气低落，这让轴心国在地中海看似牢不可破的封锁线变得脆弱不堪，最终也没能阻止英军的运输行动。

## 影响

### 二战
支座行動的成功使得盟军的地中海补给线变得安全和稳定，彻底巩固了盟军在北非战场的压倒性优势，保全了马耳他岛的驻军以及资源。意大利皇家空军副参谋长朱塞佩·桑托罗将军在日记中写道，英国在“埃及斗争的最后阶段”让马耳他重新焕发生机并作为支点加入战争，这无疑取得了战略上的成功。

### 战后
1953年，英国黑白电影《马耳他故事》就是以“支座行动”为主题，这部电影将俄亥俄号油轮的档案镜头与英国海军指挥部的场景穿插在一起，赢得了许多人对行动中护航舰队“超越任务要求的英雄主义”的好评。